# Nación Reixa
Nación Reixa fue un grupo de música español de origen vasco-gallego de los 90. El proyecto surgió de la colaboración entre los músicos Kaki Arkarazo (M-ak, Negu Gorriak) y Antón Reixa (Os Resentidos). En 1997 se incorporó Mikel Abrego (BAP!!, Negu Gorriak, Inoren Ero Ni) a la batería. Publicaron dos discos: Alivio Rápido (DRO, 1994) y Safari Mental (Esan Ozenki-Gora Herriak, 1997).
Se disolvieron en 1997, pero la colaboración entre ambos músicos continuó en la producción y colaboración activa por parte de Kaki en el disco Escarnio (El Europeo/Esan Ozenki-Gora Herriak, 1999) de Antón.

## Historia
Todo empezó en 1993, cuando el músico vasco Kaki Arkarazo produce el disco Ya Están Aquí (Gasa) del grupo gallego Os Resentidos, en el que militaba Antón Reixa. Kaki y Antón se proponen grabar algo juntos. Ese mismo año se disuelven Os Resentidos y los dos músicos empiezan a intercambiar material (textos y bases programadas) en cintas. Antón marcha a San Sebastián a grabar al estudio casero de Kaki. Así consiguen publicar su primer disco para la multinacional DRO (Alivio Rápido), que aparece en el mercado en una doble edición en castellano y gallego. Kaki se encarga de tocar todos los instrumentos. Antón pone los textos y juntos trabajan en las programaciones y samplers. En el disco se mezclan rock, funk y acid jazz.
En 1997 aparece el segundo trabajo de Nación Reixa, Safari Mental (Esan Ozenki-Gora Herriak). A pesar del buen trato que reciben en DRO, deciden cambiar por una compañía más pequeña para moverse más cómodos. EL disco lo termina editando Esan Ozenki-Gora Herriak, discográfica que creó el grupo Negu Gorriak y de la que, por tanto, era socio Kaki. Con la incorporación de Mikel Abrego a la batería, pasan de dúo a trío. El disco se publica exclusivamente en galego. Aparecen un puñado de colaboradores como Drake (bajista de BAP!!, también en Inoren Ero Ni), Javi P3Z (DJ, miembro de Parafünk o Instrümental), Izaskun Forzada y Mikel Cazalis (ambos en el grupo de rock industrial 2 Kate, el segundo miembro del grupo de trash metal Anestesia, de Negu Gorriak y actualmente de Kuraia) y Mikel Azpiroz (al órgano Hammond). Los sonidos vuelven a la mezcla con la que grabaron su anterior álbum, profundizando en el funk más bailable. En el disco aparece una relectura del tema "Denok Gara Malcolm X" que compusieron Reixa y Arkarazo para Borreroak Baditu Milaka Aurpegi (Esan Ozenki, 1994) de Negu Gorriak. Durante este año dan más de veinte conciertos por España. Además, participan en el recopilatorio por la oficialidad del asturiano L'asturianu muévese (Discos L'Aguañaz, 1997), grabando el tema "Gripe" (de Safari Mental) en dicho idioma.

## Miembros
- Antón Reixa: voz y samplers.
- Kaki Arkarazo: guitarra, bajo, programaciones y samplers.
- Mikel Abrego (1997): batería.

## Discografía
- Alivio Rápido (DRO, 1994)
- Safari Mental (Gora Herriak, 1997)